# Craig Wasson
Craig Wasson (Eugene, 15 marzo 1954) è un attore statunitense.
Nel 1982 fu candidato al Golden Globe, come miglior attore debuttante per la sua interpretazione in Gli amici di Georgia. 
Nel 1984 interpretò il ruolo del protagonista in Omicidio a luci rosse, diretto da Brian De Palma. 
Terminò la sua carriera cinematografica nel 2006, continuando però una prolifica attività di lettore di audiolibri.

## Filmografia parziale

### Cinema
- Rollercoaster - Il grande brivido (Rollercoaster), regia di James Goldstone (1977)
- Vittorie perdute (Go Tell the Spartans), regia di Ted Post (1978)
- Carny un corpo per due uomini (Carny), regia di Robert Kaylor (1980)
- Schizoid, regia di David Paulsen (1980)
- Gli amici di Georgia (Four Friends), regia di Arthur Penn (1981)
- Storie di fantasmi (Ghost Story), regia di John Irvin (1981)
- Omicidio a luci rosse (Body Double), regia di Brian De Palma (1984)
- Club di uomini (The Men's Club), regia di Peter Medak (1986)
- Nightmare 3: I guerrieri del sogno (A Nightmare on Elm Street 3: Dream Warriors), regia di Chuck Russell (1987)
- Malcolm X, regia di Spike Lee (1992)
- Epoch, regia di Matt Codd (2001)
- Una parola per un sogno (Akeelah and the Bee), regia di Doug Atchison (2006)
- Devil on the Mountain (Sasquatch Mountain), regia di Steven R. Monroe (2006)

### Televisione
- Cuore e batticuore (Hart to Hart) – serie TV, episodio 1x01 (1979)
- Un salto nel buio (Tales from the Darkside) - serie TV, episodio 3x05 (1986)
- La signora in giallo (Murder, She Wrote) – serie TV, episodio 10x20 (1994)
- La signora del West (Dr. Queen, Medicine Woman) – serie TV, episodio 2x18 (1994)
- Star Trek: Deep Space Nine – serie TV, episodio 4x19 (1996)
- The Tomorrow Man, regia di Bill D'Elia – film TV (1996)

## Doppiatori italiani
- Claudio Capone in Omicidio a luci rosse
- Sergio Di Stefano in Nightmare 3 - I guerrieri del sogno
- Massimo Lodolo in Star Trek: Deep Space Nine